# Bodva
Bodva (mađarski: Bódva) je rijeka u jugoistočnoj  Slovačkoj i sjevernoj Mađarskoj, pritok Šaja dug 113 km, od čega se 48,4 km nalazi u Slovačkoj. Površina sliva iznosi 890,4 km ². Nastaje u istočnoj Slovačkoj, izvire na Slovačkom Rudogorju na nadmorskoj visini od 890 metra. Kod sela Hosťovce napušta Slovačku i teče Mađarskom gdje se ulijeva u rijeku Šajo kod sela Boldva sjeverno od grada Miškolca. Bodva teče kroz slovački Košický kraj i mađarsku županiju Boršod-abaújsko-zemplénsku.
Gradovi kroz koje prolazi rijeka Bodva:
- Moldava nad Bodvou
- Szendrő
- Edelény